# Марин Карадимитров
Марин Карадимитров, известен като Маркади, е български издател и публицист.

## Биография
Марин Карадимитров е роден на 23 февруари 1896 г. Произхожда от многолюдно семейство с две по малки от него сестри и брат. Родителите, сестрите и брат му не се отличават със силна памет. Завършва основното си образование и започва да се препитава като пътуващ книжар, продаващ художествена литература.
Неговият откривател през 30-те години на ХХ век е проф. Александър Балабанов, който е изненадан от откритието си, както е изненадан и самият Марин Карадимитров.
Подложен е на медицински изследвания през 1930 г. от видни по това време лекари, които установяват, че Карадимитров притежава изключително силна памет и няма никакво вродено и впоследствие придобито заболяване.
Проф. Балабанов среща Марин Карадимитров в Казанлък, където той демонстрирал своята дарба, при което професорът го съветва да дойде незабавно в София. Ученият подлага на „изпит“ Карадимитров, който му показал уменията си. Професор Балабанов заявил, че никъде по света, където е ходил, не бил виждал такова чудо. Откривателят урежда бляскав дебют на Марин Карадимитров в 45-а аудитория на Софийския университет. Екзаминатор е проф. Спиридон Казанджиев, който съобщава, че световния рекорд по бързо запомняне на цифри от един прочит принадлежи на Рюкле. Марин Карадимитров го надминава с 40 цифри и е могъл да запамети и възпроизведе в прав и обратен ред към 6000 цифри. Световноизвестният феномен по това време Пико фон Мирандола запаметява 2000 думи, Карадимитров – 3000.                                                                                                               При всички демонстрации Маркади чака да му продиктуват думите или цифрите, които трябва да възпроизведе. До 1944 г. Карадимитров показва таланта си по целия свят, за което е научил перфектно и чужди езици – френски, румънски, турски.
През 1933 г. Карадимитров издава книгата „Ръководство за усилване на паметта“, като прави и литературни опити с издаването на още две книги. В предговора на едната той цитира любимата си поговорка: „Съдбата е колело, браво на този, който може да го завърти“. След 1944 г. човекът с най-силната памет в света не успява да „завърти колелото“.
Умира в София през 1981 г.